# Lee Joo-sil
Pour les articles homonymes, voir Lee.
Dans ce nom coréen, le nom de famille, Lee, précède le nom personnel.
Lee Joo-sil (en coréen : 이주실), née le 8 mars 1944 à Puchon et morte le 2 février 2025 à Uijeongbu, est une actrice sud-coréenne.

## Biographie

### Formation
En 2010, elle obtenu doctorat en santé publique de l'Université Wonkwang.

### Carrière
En 1965, elle fait ses débuts en tant qu'actrice de théâtre et elle remporte le prix de « Meilleure actrice de théâtre » au Baeksang Arts Awards.
En 2024, elle joue la mère de Hwang Jun-ho dans la deuxième saison de Squid Game.

### Vie personnelle
Le 2 février 2025, elle meurt d'un cancer de l'estomac à l’âge de 80 ans, dans la maison de sa famille à Uijeongbu,.

## Filmographie

### Cinéma
- 1995 : Jeon Tae-il : La mère de Tae-il
- 2004 : Face : La mère de Hyun-min
- 2007 : Black House : Vice-directeur
- 2007 : Le Grand Chef : La mère de Han
- 2008 : Antique : La grand-mère de Jin-hyuk
- 2012 : The Tower : Mme. Jung
- 2016 : Dernier train pour Busan : La mère de Seok-woo

### Télévision
- 2015 : Oh My Ghostess : La grand-mère de Bong-sun
- 2017 : Bad Thief, Good Thief : Kim Soon-Cheon
- 2020 : Mystic Pop-up Bar : Lee Kkeut Sun
- 2021 : Voice : La grand-mère de Park Eun Soo
- 2021 : Hospital Playlist : Patient atteint d'une tumeur cérébrale
- 2023 : Demon Catchers : Grand-mère de Jang Choon Ok et So Moon
- 2023 : A Time Called You : Grand-mère de Jeong In gyu
- 2024 : Squid Game : La mère de Hwang Jun-Ho